# Langon, Gironde
Langon är en kommun i departementet Gironde i regionen Nouvelle-Aquitaine i sydvästra Frankrike. Kommunen ligger i kantonen Langon som tillhör arrondissementet Langon. År 2022 hade Langon 7 523 invånare.

## Befolkningsutveckling
Antalet invånare i kommunen Langon
Referens:INSEE